# Saint-Germain-de-Livet
Saint-Germain-de-Livet ist eine französische Gemeinde mit 698 Einwohnern (Stand 1. Januar 2022) im Département Orne in der Region Normandie.

## Geografie
Saint-Germain-de-Livet liegt acht Kilometer südwestlich von Lisieux. Die Gemeinde wird vom Fluss Touques durchquert.

## Geschichte
Im 12. Jahrhundert wurde Beaudoin Tyrel als Seigneur des Ortes urkundlich erwähnt. Bis zur Französischen Revolution (1789–1799) wurde die Ortschaft manchmal nach ihm Livet-le-Beaudoin genannt. 1462 gelangte die Ortschaft durch Heirat in den Besitz der Familie Tournebu und wurde daher manchmal auch Livet-Tournebu genannt.

## Schloss von Saint-Germain-de-Livet
Das Schloss Saint-Germain-de-Livet (französisch Château de Saint-Germain-de-Livet) ist eine Schlossanlage im Ort Saint-Germain-de-Livet. Der Graben des Wasserschlosses wird von einem kleinen Zufluss der Touques gespeist.
Erste Partien des Schlosses wurden bereits im März 1924 als Monument historique unter Denkmalschutz gestellt. Ihnen folgten in den Jahren 1959, 1963, 1966 und zuletzt 2007 weitere Gebäudeteile, die ebenfalls in die Denkmalliste aufgenommen wurden.
Die gesamte Schlossanlage ist seit 1958 Eigentum der Stadt Lisieux und steht für Besichtigungen offen. Sie ist ein gutes Beispiel für die französische Adelsarchitektur zur Zeit des Übergangs vom Mittelalter zur Renaissance, denn der Betrachter findet an den Gebäuden noch Wehrelemente wie Pechnasen als auch schon dekorative architektonische Details ohne wehrhafte Funktion.

## Demografie

### Bevölkerungsentwicklung
| Jahr      | 1962 | 1968 | 1975 | 1982 | 1990 | 1999 | 2007 | 2016 |
| Einwohner | 559  | 498  | 589  | 631  | 598  | 581  | 811  | 769  |

### Altersstruktur
25 Prozent der Bevölkerung sind 19 Jahre alt oder jünger. Sechs Prozent der Bevölkerung sind 75 Jahre alt oder älter.